# 브리넬 굳기

브리넬 경도
d = (d_{1} + d_{2}) / 2

브리넬 굳기(Brinell scale) 및 브리넬 경도는 재료의 굳기의 정도이다. 이는 브리넬 굳기측정을 통해 측정된다. 즉, 실험할 재료의 바닥에 일정한 강철 구슬을 놓고 외부의 힘을 가하였을 때 생기는 '팬 곳'의 표면적을 구슬에 가했던 힘으로 나눈 몫을 구하는 것이다.

## 같이 보기
- 로크웰 경도
- 비커스 굳기